# Dan Ndoye
Dan Assane Ndoye (Nyon, 25 ottobre 2000) è un calciatore svizzero, attaccante del Nottingham Forest e della nazionale svizzera.

## Caratteristiche tecniche
Ala destra molto versatile, ricopre anche la posizione di ala sinistra, oltre che sul fronte offensivo può essere impiegato anche in mezzo al campo ma è sulle fasce che riesce a dare il meglio di sé grazie ad un'elevata velocità che unita ad un ottimo dribbling gli permette di fornire numerosi assist ai compagni.

## Carriera

### Club

#### Losanna
Nato a Nyon da madre svizzera e padre senegalese, Ha vissuto la prima parte della sua infanzia a Rolle. è entrato da piccolo nel Team Vaud, il settore giovanile del Losanna. Nel corso degli anni ha scalato i vari livelli del club fino ad arrivare alla squadra under-21 militante in quarta serie svizzera dove, con 7 reti segnate in 21 partite, ha attirato l'attenzione della prima squadra che lo ha convocato per la prima volta il 4 agosto 2018.
A partire dal gennaio 2019 è stato promosso definitivamente nel Losanna, con cui ha esordito l'8 febbraio in occasione dell'incontro di Challenge League pareggiato 2-2 contro il Vaduz mentre cinque giorni dopo ha trovato la sua prima rete segnando al 93' il gol del 3-2 nella sfida interna vinta contro il Kriens. Ha concluso quindi la sua prima stagione con il Losanna facendo 15 presenze e segnando 6 reti. La squadra ha sfiorato la promozione in Super League chiudendo terza in classifica, ad un solo punto dal secondo posto (occupato dall'Aarau) valido per lo spareggio promozione/retrocessione. 
Nel giugno 2019 ha ricevuto la sua prima convocazione con la Nazionale Svizzera Under 21, nella quale, per i successivi tre anni diventerà un titolare fisso. 
Nell'annata successiva (2019-20) il Losanna ha dominato il campionato di Challenge League, vincendolo con 9 punti di distacco dalla seconda (il Vaduz) e conquistando la promozione in Super League. Ndoye ha contribuito fortemente a tale risultato a fronte di 30 presenze e 5 gol (più 4 presenze e 2 gol in Coppa di Svizzera, dove il Losanna è giunto fino ai quarti di finale, sconfitto 2-3 dal Basilea ai tempi supplementari).

#### Nizza
Il 27 gennaio 2020 ha firmato un accordo con i francesi del Nizza, club in cui si è trasferito a partire dalla stagione 2020-2021. Nell'annata in Ligue 1 ha disputato 28 partite, siglando una rete, concludendo la stagione al nono posto. Conta altresì una presenza in Coppa di Francia. Ndoye ha cominciato anche la stagione calcistica successiva col Nizza disputando le prime tre partite di Ligue 1 prima di passare al Basilea.

#### Basilea
Il 31 agosto 2021 viene ceduto in prestito al Basilea. Nella sua prima stagione in Super League colleziona 29 presenze e 2 reti terminando il campionato al secondo posto e garantendosi così l'accesso al secondo turno di qualificazione della Conference League 2022-23. La medesima competizione europea in cui il Basilea, in questa stagione, è giunto fino agli ottavi di finale, eliminato dall'Olympique Marsiglia. Il debutto europeo di Ndoye è avvenuto il 16 settembre 2021 a Baku, in Azerbaigian quando viene schierato titolare nella prima partita valevole per la fase a gironi terminata sul punteggio di 0-0 contro il Qarabağ. Saranno 8 le presenze totali di Ndoye nella competizione europea, impreziosite da due reti (e due assist): la prima, siglata il 30 settembre, nella seconda partita della fase a gironi disputata a Basilea contro i kazaki del Qairat e vinta 4-2 e la seconda, il 17 marzo 2022, nella partita di ritorno degli ottavi di finale, persa in casa 1-2 contro l'Olympique Marsiglia.
Nel corso del mercato invernale, il 4 febbraio 2022 viene riscattato a titolo definitivo dal club svizzero. Nella stagione 2021-2022 Ndoye ha totalizzato anche due presenze nella Coppa di Svizzera, torneo in cui il Basilea è stato sorprendentemente estromesso agli ottavi di finale, sconfitto 1-0 dall'Étoile Carouge, formazione di Promotion League, la terza serie dei campionati svizzeri.
Nella stagione successiva Ndoye conquista la Nazionale Svizzera debuttando il 24 settembre 2022 a Saragozza, nel successo per 1-2 contro la Spagna, in una partita valevole per il 1°turno della Nations League 2022-23.
Nella sua seconda stagione (2022-23) con il Basilea totalizza 32 presenze e 4 reti in Super League arrivando a chiudere il campionato in quinta posizione, risultato minimo per garantirsi nuovamente l'accesso al secondo turno di qualificazione della Conference League 2023-24. La stagione europea dei rossoblu darà molte più soddisfazioni che il campionato: difatti, il Basilea riuscirà a raggiungere la semifinale di Conference League, e sarà estromesso solo ai tempi supplementari nel doppio confronto con la Fiorentina, allenata da Vincenzo Italiano, suo futuro coach al Bologna. Nella lunga cavalcata europea Ndoye collezionerà ben 19 presenze (su 20 partite disputate) e 1 rete, curiosamente la prima del Basilea nella competizione, messa a segno il 21 luglio 2022 nella prima partita disputata in casa contro i nordirlandesi del Crusaders e vinta per 2-0.
Nella Coppa di Svizzera, il Basilea è giunto fino alla semifinale (persa 2-4 con lo Young Boys) e Ndoye ha disputato 3 gare mettendo a segno 2 reti. Prima di trasferirsi nell'estate del 2023 in Italia, al Bologna, Ndoye ha giocato le prime due partite del campionato svizzero 2023-24 siglando una rete; inoltre ha giocato gli unici due match disputati dal Basilea in Conference League: la squadra elvetica, ex-semifinalista della competizione l'anno prima, è stata infatti clamorosamente eliminata dai modesti kazaki del Tobyl. La partita di andata, disputata il 27 luglio a Basilea (e giocata per intero da Ndoye) vedeva i rossoblu in vantaggio già al 25esimo minuto del primo tempo. In seguito, favorito anche da una prima espulsione di Thierno Barry, il Tobyl pareggiò e si portò in vantaggio 1-2; vantaggio che divenne di 1-3 dopo una seconda espulsione per Riccardo Calafiori, che sarà futuro compagno di squadra di Ndoye anche nel Bologna. Il match di ritorno disputato a Kostanay il 3 agosto, con Ndoye in campo fino all'87esimo, ha visto il Basilea vincere per 1-2, risultato non sufficiente per evitare agli elvetici la clamorosa eliminazione dal torneo.

#### Bologna
Il 14 agosto 2023 Ndoye viene acquistato a titolo definitivo dal Bologna, compagine militante in Serie A. Sette giorni dopo, esordisce da titolare nella prima giornata di campionato, nella partita casalinga contro il Milan, persa per 2-0. Il 20 dicembre seguente, invece, segna la rete decisiva (la sua prima in assoluto in maglia rossoblu) con cui il Bologna batte ai tempi supplementari l'Inter per 2-1 a San Siro, conquistando così l'accesso ai quarti di finale di Coppa Italia. L'11 maggio 2024, a tre giornate dalla fine del campionato, segna anche la sua prima rete in Serie A, aprendo le marcature nel successo per 2-0 in casa del Napoli, nella partita che darà al Bologna la matematica certezza dell'avvenuta conquista di un posto nella prossima UEFA Champions League. La stagione della squadra felsinea, guidata dal tecnico italo-brasiliano Thiago Motta, sarà sorprendente e porterà i rossoblù al quinto posto finale in classifica permettendogli di accedere alla fase finale di UEFA Champions League 2024-2025, esattamente 60 anni dopo l'ultima partecipazione degli emiliani in Coppa dei Campioni (avvenuta nella stagione 1964-65). Ndoye è stato uno dei maggiori artefici di tale risultato collezionando 32 presenze ed una rete in campionato e 2 presenze e 1 rete in Coppa Italia.
Nella stagione successiva (2024-2025), il 30 novembre 2024, mette a segno la sua prima doppietta in serie A, andando in gol alla 14esima giornata nella vittoria casalinga 3-0 contro il Venezia. Sette giorni dopo realizza il gol del vantaggio in casa della Juventus (partita poi terminata 2-2). Alla 25esima giornata realizza un'altra doppietta nell'importante rimonta (3-2) in casa col Torino. Il 26 febbraio 2025 segna il gol decisivo nella vittoria casalinga 2-1 contro il Milan. Il 16 marzo a Bologna, firma la terza delle cinque reti con cui il Bologna demolisce la Lazio. Il 7 aprile, firma il gol del pareggio per 1-1 contro il Napoli.
In UEFA Champions League, col rinnovato format previsto da quest'anno, la squadra del nuovo tecnico Vincenzo Italiano, sarà piuttosto sfortunata nel sorteggio delle otto avversarie da incontrare, pescando dall'urna squadroni blasonati e finanziariamente molto più attrezzati per affrontare la maggiore competizione europea. Ndoye giocherà tutte e otto le partite (7 partendo da titolare e 1 da subentrante). Il debutto è avvenuto il 18 settembre 2024 a Bologna contro gli ucraini dello Šachtar (0-0). A seguire, nel mese di ottobre, due "terribili" trasferte in Inghilterra, con il Liverpool prima e a Birmingham con l'Aston Villa poi, entrambe vinte per 2-0 dalle compagini inglesi. Nel mese di novembre è stata la volta invece di due squadre francesi ospitate a Bologna: prima il Monaco e poi il Lilla. Anche in questi match, seppur non demeritando, i felsinei sono usciti sconfitti 0-1 e 1-2. L'11 dicembre 2024 nella difficile trasferta di Lisbona, contro il Benfica, il Bologna disputa un'ottima partita costringendo sullo 0-0 finale i lusitani. Il punto più alto dell'avventura bolognese in Champions League si avrà il 21 gennaio 2025, quando Ndoye e compagni sconfiggono 2-1, a Bologna, la temibile corazzata tedesca del Borussia Dortmund, finalista dell'ultima edizione della Champions League (persa 2-0 col Real Madrid). Anche nell'ultima giornata, disputata il 29 gennaio, seppur ormai già eliminati, i rossoblu faranno una notevole prestazione ancora in Portogallo e ancora a Lisbona, questa volta al cospetto dello Sporting Lisbona, pareggiando 1-1. Il Bologna chiuderà questa prima fase con 6 punti (1 vittoria, 3 pareggi e 4 sconfitte) e al ventottesimo posto della classifica generale non riuscendo, per poco, a rientrare tra le prime 24 classificate e ad accedere così alla fase successiva.
Il 14 maggio 2025, in finale di Coppa Italia, segna la rete della vittoria del Bologna contro il Milan per 1-0, permettendo alla squadra bolognese di vincere il trofeo dopo cinquantuno anni.
Chiude la stagione con 9 reti totali realizzate tra campionato e coppa Italia in 49 presenze totali.

#### Nottingham Forest
Il 31 luglio 2025 si trasferisce a titolo definitivo al Nottingham Forest, in Premier League, per 45 milioni di euro. Il 17 agosto all'esordio in Premier League va subito a segno nella vittoria interna per 3-1 contro il Brentford. 

### Nazionale
Dopo avere rappresentato le selezioni giovanili elvetiche, riceve la prima chiamata dalla nazionale maggiore il 19 maggio 2021 venendo inserito nei pre-convocati per gli europei, venendo tagliato dalla lista definitiva successivamente. Ha esordito con la nazionale A il 24 settembre 2022 nel successo per 1-2 contro la Spagna.
Convocato per Euro 2024, nell’ultima partita del girone (pareggiata 1-1 contro la Germania) ha segnato il suo primo gol in nazionale rossocrociata.
Nel giugno del 2025 gioca alcune amichevoli, la prima contro il Messico vincendo per 4-2, e la seconda con gli Stati Uniti come avversario con un successo per 4-0, in entrambi i match Ndoye realizza una rete.

## Statistiche

### Presenze e reti nei club
Statistiche aggiornate al 31 luglio 2025.
| Stagione        | Squadra           | Campionato      | Campionato | Campionato | Coppe nazionali | Coppe nazionali | Coppe nazionali | Coppe continentali | Coppe continentali | Coppe continentali | Altre coppe | Altre coppe | Altre coppe | Totale | Totale | Totale |
| Stagione        | Squadra           | Comp            | Pres       | Reti       | Comp            | Pres            | Reti            | Comp               | Pres               | Reti               | Comp        | Pres        | Reti        | Pres   | Reti   |        |
| --------------- | ----------------- | --------------- | ---------- | ---------- | --------------- | --------------- | --------------- | ------------------ | ------------------ | ------------------ | ----------- | ----------- | ----------- | ------ | ------ | ------ |
| 2018-2019       | Losanna II        | 1ªL             | 21         | 7          | -               | -               | -               | -                  | -                  | -                  | -           | -           | -           | 21     | 7      |        |
| 2018-2019       | Losanna           | ChL             | 15         | 6          | CS              | 0               | 0               | -                  | -                  | -                  | -           | -           | -           | 15     | 6      |        |
| 2019-2020       | Losanna           | ChL             | 30         | 5          | CS              | 4               | 2               | -                  | -                  | -                  | -           | -           | -           | 34     | 7      |        |
| Totale Losanna  | Totale Losanna    | Totale Losanna  | 45         | 11         |                 | 4               | 2               |                    | -                  | -                  |             | -           | -           | 49     | 13     |        |
| 2020-2021       | Nizza             | L1              | 32         | 1          | CF              | 1               | 0               | -                  | -                  | -                  | -           | -           | -           | 32     | 1      |        |
| 2021-2022       | Basilea           | SL              | 29         | 2          | CS              | 2               | 0               | UECL               | 8                  | 2                  | -           | -           | -           | 39     | 4      |        |
| 2022-2023       | Basilea           | SL              | 33         | 5          | CS              | 3               | 2               | UECL               | 21                 | 1                  | -           | -           | -           | 58     | 8      |        |
| Totale Basilea  | Totale Basilea    | Totale Basilea  | 63         | 7          |                 | 5               | 2               |                    | 26                 | 3                  |             | -           | -           | 97     | 12     |        |
| 2023-2024       | Bologna           | A               | 24         | 1          | CI              | 2               | 1               | -                  | -                  | -                  | -           | -           | -           | 26     | 2      |        |
| 2024-2025       | Bologna           | A               | 38         | 8          | CI              | 3               | 1               | UCL                | 8                  | 0                  | -           | -           | -           | 49     | 9      |        |
| Totale Bologna  | Totale Bologna    | Totale Bologna  | 62         | 9          |                 | 5               | 2               |                    | 8                  | 0                  |             | -           | -           | 75     | 11     |        |
| 2025-2026       | Nottingham Forest | PL              | 1          | 1          | FACup+CdL       | -               | -               | UEL                | -                  | -                  | -           | -           | -           | 1      | 1      |        |
| Totale carriera | Totale carriera   | Totale carriera | 223        | 36         |                 | 15              | 6               |                    | 37                 | 3                  |             | -           | -           | 275    | 45     |        |

### Cronologia presenze e reti in nazionale
| Cronologia completa delle presenze e delle reti in nazionale ― Svizzera | Cronologia completa delle presenze e delle reti in nazionale ― Svizzera | Cronologia completa delle presenze e delle reti in nazionale ― Svizzera | Cronologia completa delle presenze e delle reti in nazionale ― Svizzera | Cronologia completa delle presenze e delle reti in nazionale ― Svizzera | Cronologia completa delle presenze e delle reti in nazionale ― Svizzera | Cronologia completa delle presenze e delle reti in nazionale ― Svizzera | Cronologia completa delle presenze e delle reti in nazionale ― Svizzera |
| Data                                                                    | Città                                                                   | In casa                                                                 | Risultato                                                               | Ospiti                                                                  | Competizione                                                            | Reti                                                                    | Note                                                                    |
| ----------------------------------------------------------------------- | ----------------------------------------------------------------------- | ----------------------------------------------------------------------- | ----------------------------------------------------------------------- | ----------------------------------------------------------------------- | ----------------------------------------------------------------------- | ----------------------------------------------------------------------- | ----------------------------------------------------------------------- |
| 24-9-2022                                                               | Saragozza                                                               | Spagna                                                                  | 1 – 2                                                                   | Svizzera                                                                | UEFA Nations League 2022-2023 - 1º turno                                | -                                                                       | 68’                                                                     |
| 9-9-2023                                                                | Pristina                                                                | Kosovo                                                                  | 2 – 2                                                                   | Svizzera                                                                | Qual. Euro 2024                                                         | -                                                                       | 63’                                                                     |
| 12-9-2023                                                               | Sion                                                                    | Svizzera                                                                | 3 – 0                                                                   | Andorra                                                                 | Qual. Euro 2024                                                         | -                                                                       | 66’                                                                     |
| 15-10-2023                                                              | San Gallo                                                               | Svizzera                                                                | 3 – 3                                                                   | Bielorussia                                                             | Qual. Euro 2024                                                         | -                                                                       | 73’                                                                     |
| 15-11-2023                                                              | Felcsút                                                                 | Israele                                                                 | 1 – 1                                                                   | Svizzera                                                                | Qual. Euro 2024                                                         | -                                                                       | 69’                                                                     |
| 18-11-2023                                                              | Basilea                                                                 | Svizzera                                                                | 1 – 1                                                                   | Kosovo                                                                  | Qual. Euro 2024                                                         | -                                                                       | 75’                                                                     |
| 21-11-2023                                                              | Bucarest                                                                | Romania                                                                 | 1 – 0                                                                   | Svizzera                                                                | Qual. Euro 2024                                                         | -                                                                       |                                                                         |
| 23-3-2024                                                               | Copenaghen                                                              | Danimarca                                                               | 0 – 0                                                                   | Svizzera                                                                | Amichevole                                                              | -                                                                       | 45+2’ 83’                                                               |
| 26-3-2024                                                               | Dublino                                                                 | Irlanda                                                                 | 0 – 1                                                                   | Svizzera                                                                | Amichevole                                                              | -                                                                       | 65’                                                                     |
| 4-6-2024                                                                | Lucerna                                                                 | Svizzera                                                                | 4 – 0                                                                   | Estonia                                                                 | Amichevole                                                              | -                                                                       | 61’                                                                     |
| 8-6-2024                                                                | San Gallo                                                               | Svizzera                                                                | 1 – 1                                                                   | Austria                                                                 | Amichevole                                                              | -                                                                       |                                                                         |
| 15-6-2024                                                               | Colonia                                                                 | Ungheria                                                                | 1 – 3                                                                   | Svizzera                                                                | Euro 2024 - 1º turno                                                    | -                                                                       | 86’                                                                     |
| 19-6-2024                                                               | Colonia                                                                 | Scozia                                                                  | 1 – 1                                                                   | Svizzera                                                                | Euro 2024 - 1º turno                                                    | -                                                                       | 86’                                                                     |
| 23-6-2024                                                               | Francoforte sul Meno                                                    | Svizzera                                                                | 1 – 1                                                                   | Germania                                                                | Euro 2024 - 1º turno                                                    | 1                                                                       | 25’ 65’                                                                 |
| 29-6-2024                                                               | Berlino                                                                 | Svizzera                                                                | 2 – 0                                                                   | Italia                                                                  | Euro 2024 - Ottavi di finale                                            | -                                                                       | 77’                                                                     |
| 6-7-2024                                                                | Düsseldorf                                                              | Inghilterra                                                             | 1 – 1 dts (5 - 3 dtr)                                                   | Svizzera                                                                | Euro 2024 - Quarti di finale                                            | -                                                                       | 98’                                                                     |
| 12-10-2024                                                              | Leskovac                                                                | Serbia                                                                  | 2 – 0                                                                   | Svizzera                                                                | UEFA Nations League 2024-2025 - 1º turno                                | -                                                                       |                                                                         |
| 15-10-2024                                                              | San Gallo                                                               | Svizzera                                                                | 2 – 2                                                                   | Danimarca                                                               | UEFA Nations League 2024-2025 - 1º turno                                | -                                                                       | 89’                                                                     |
| 21-3-2025                                                               | Belfast                                                                 | Irlanda del Nord                                                        | 1 – 1                                                                   | Svizzera                                                                | Amichevole                                                              | -                                                                       | 68’                                                                     |
| 25-3-2025                                                               | San Gallo                                                               | Svizzera                                                                | 3 – 1                                                                   | Lussemburgo                                                             | Amichevole                                                              | -                                                                       | 66’                                                                     |
| 7-6-2025                                                                | Salt Lake City                                                          | Messico                                                                 | 2 – 4                                                                   | Svizzera                                                                | Amichevole                                                              | 1                                                                       | 73’                                                                     |
| 10-6-2025                                                               | Nashville                                                               | Stati Uniti                                                             | 0 – 4                                                                   | Svizzera                                                                | Amichevole                                                              | 1                                                                       |                                                                         |
| Totale                                                                  |                                                                         | Presenze                                                                | 22                                                                      |                                                                         | Reti                                                                    | 3                                                                       |                                                                         |

| Cronologia completa delle presenze e delle reti in nazionale ― Svizzera under 21 | Cronologia completa delle presenze e delle reti in nazionale ― Svizzera under 21 | Cronologia completa delle presenze e delle reti in nazionale ― Svizzera under 21 | Cronologia completa delle presenze e delle reti in nazionale ― Svizzera under 21 | Cronologia completa delle presenze e delle reti in nazionale ― Svizzera under 21 | Cronologia completa delle presenze e delle reti in nazionale ― Svizzera under 21 | Cronologia completa delle presenze e delle reti in nazionale ― Svizzera under 21 | Cronologia completa delle presenze e delle reti in nazionale ― Svizzera under 21 |
| Data                                                                             | Città                                                                            | In casa                                                                          | Risultato                                                                        | Ospiti                                                                           | Competizione                                                                     | Reti                                                                             | Note                                                                             |
| -------------------------------------------------------------------------------- | -------------------------------------------------------------------------------- | -------------------------------------------------------------------------------- | -------------------------------------------------------------------------------- | -------------------------------------------------------------------------------- | -------------------------------------------------------------------------------- | -------------------------------------------------------------------------------- | -------------------------------------------------------------------------------- |
| 7-6-2019                                                                         | Aarau                                                                            | Svizzera under 21                                                                | 1 – 2                                                                            | Slovenia under 21                                                                | Amichevole                                                                       | -                                                                                | 72’                                                                              |
| 10-9-2019                                                                        | Vaduz                                                                            | Liechtenstein under 21                                                           | 0 – 5                                                                            | Svizzera under 21                                                                | Qual. Europeo Under-21 2021                                                      | 1                                                                                | 72’                                                                              |
| 11-10-2019                                                                       | Winterthur                                                                       | Svizzera under 21                                                                | 2 – 1                                                                            | Georgia under 21                                                                 | Qual. Europeo Under-21 2021                                                      | -                                                                                | 84’                                                                              |
| 15-10-2019                                                                       | Sumqayıt                                                                         | Azerbaigian under 21                                                             | 0 – 1                                                                            | Svizzera under 21                                                                | Qual. Europeo Under-21 2021                                                      | -                                                                                | 67’                                                                              |
| 19-11-2019                                                                       | Neuchâtel                                                                        | Svizzera under 21                                                                | 3 – 1                                                                            | Francia under 21                                                                 | Qual. Europeo Under-21 2021                                                      | -                                                                                | 76’                                                                              |
| 4-9-2020                                                                         | Sciaffusa                                                                        | Svizzera under 21                                                                | 4 – 1                                                                            | Slovacchia under 21                                                              | Qual. Europeo Under-21 2021                                                      | 1                                                                                | 70’                                                                              |
| 8-9-2020                                                                         | Nitra                                                                            | Slovacchia under 21                                                              | 1 – 2                                                                            | Svizzera under 21                                                                | Qual. Europeo Under-21 2021                                                      | 1                                                                                | 55’ 90+2’                                                                        |
| 9-10-2020                                                                        | Gori                                                                             | Georgia under 21                                                                 | 0 – 3                                                                            | Svizzera under 21                                                                | Qual. Europeo Under-21 2021                                                      | 1                                                                                | 78’                                                                              |
| 13-10-2020                                                                       | Bienne                                                                           | Svizzera under 21                                                                | 3 – 0                                                                            | Liechtenstein under 21                                                           | Qual. Europeo Under-21 2021                                                      | -                                                                                | 77’                                                                              |
| 25-3-2021                                                                        | Capodistria                                                                      | Inghilterra under 21                                                             | 0 – 1                                                                            | Svizzera under 21                                                                | Europeo Under-21 2021 - 1º turno                                                 | 1                                                                                | 79’                                                                              |
| 28-3-2021                                                                        | Capodistria                                                                      | Croazia under 21                                                                 | 3 – 2                                                                            | Svizzera under 21                                                                | Europeo Under-21 2021 - 1º turno                                                 | -                                                                                | 59’                                                                              |
| 31-3-2021                                                                        | Lubiana                                                                          | Svizzera under 21                                                                | 0 – 3                                                                            | Portogallo under 21                                                              | Europeo Under-21 2021 - 1º turno                                                 | -                                                                                | 74’                                                                              |
| 8-10-2021                                                                        | Winterthur                                                                       | Svizzera under 21                                                                | 2 – 2                                                                            | Paesi Bassi under 21                                                             | Qual. Europeo Under-21 2023                                                      | -                                                                                | 90+2’                                                                            |
| 12-10-2021                                                                       | Sofia                                                                            | Bulgaria under 21                                                                | 0 – 1                                                                            | Svizzera under 21                                                                | Qual. Europeo Under-21 2023                                                      | -                                                                                | 2’ 87’                                                                           |
| 12-11-2021                                                                       | Thun                                                                             | Svizzera under 21                                                                | 3 – 0                                                                            | Moldavia under 21                                                                | Qual. Europeo Under-21 2023                                                      | -                                                                                |                                                                                  |
| 16-11-2021                                                                       | Newport                                                                          | Galles under 21                                                                  | 0 – 1                                                                            | Svizzera under 21                                                                | Qual. Europeo Under-21 2023                                                      | -                                                                                | 55’                                                                              |
| 25-3-2022                                                                        | Thun                                                                             | Svizzera under 21                                                                | 3 – 1                                                                            | Galles under 21                                                                  | Qual. Europeo Under-21 2023                                                      | 2                                                                                | 55’                                                                              |
| 29-3-2022                                                                        | Deventer                                                                         | Paesi Bassi under 21                                                             | 2 – 0                                                                            | Svizzera under 21                                                                | Qual. Europeo Under-21 2023                                                      | -                                                                                |                                                                                  |
| 4-6-2022                                                                         | Lugano                                                                           | Svizzera under 21                                                                | 1 – 0                                                                            | Bulgaria under 21                                                                | Qual. Europeo Under-21 2023                                                      | -                                                                                |                                                                                  |
| 8-6-2022                                                                         | Chișinău                                                                         | Moldavia under 21                                                                | 1 – 1                                                                            | Svizzera under 21                                                                | Qual. Europeo Under-21 2023                                                      | -                                                                                | 81’                                                                              |
| Totale                                                                           |                                                                                  | Presenze                                                                         | 20                                                                               |                                                                                  | Reti                                                                             | 7                                                                                |                                                                                  |

## Palmarès

### Club
- Challenge League: 1

Losanna: 2019-2020
- Coppa Italia: 1

Bologna: 2024-2025

### Individuale
- Squadra della stagione della UEFA Europa Conference League: 1

2022-2023